# Rivalité entre Greta Garbo et Marlene Dietrich
|                                                                                      |  |  |
| Greta Garbo dans L'Inspiratrice (1931) et Marlene Dietrich dans Cœurs brûlés (1930). |  |  |

La rivalité entre Greta Garbo et Marlene Dietrich est une stratégie publicitaire sur fond de concurrence entre les studios Paramount et Metro Goldwyn Mayer. Les deux actrices américaines d'origine européenne connaissent un succès phénoménal outre-Atlantique dans les années 1930 et contribuent à l'âge d'or d'Hollywood. La publicité distillée par les deux studios de cinéma, instaure un parallèle, puis une rivalité entre les deux stars, mais avec des répercussions et des influences bénéfiques sur les films des deux vedettes, dont nombre font maintenant partie des classiques du cinéma mondial, certains ayant même intégré la liste du National Film Registry.
Influençant bien plus que le milieu cinématographique, elles font partie intégrante de l'histoire du XXe siècle, Garbo ayant donné ses lettres de noblesse au 7e art, et Dietrich symbolisant, outre l'archétype de la femme fatale, la lutte contre le nazisme au cours de la Seconde Guerre mondiale.
La plus grande différence entre les deux femmes est que Garbo mit un terme à sa carrière dès 1941, puis passa sa vie à fuir les journalistes, tandis que Dietrich, certes se fit rare au cinéma après 1960, mais poursuivit une carrière de chanteuse au-delà de l’âge de soixante-dix ans. 
Greta Garbo est classée cinquième et Marlene Dietrich neuvième dans la liste des actrices de légende établie par l'American Film Institute en 1999.

## Historique

Logo du studio de Marlene Dietrich dans les années 1930.

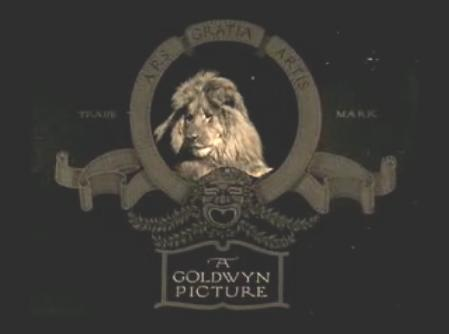
Logo du studio de Greta Garbo.

La rivalité entre Greta Garbo et Marlene Dietrich est une stratégie publicitaire imaginée par les studios Paramount afin de faire face à la concurrence montante de la MGM, créée en 1924 et devenue rapidement
leur principale rivale grâce à la découverte d'une jeune suédoise propulsée par l'avènement du parlant et le succès triomphal de son film Anna Christie en 1930. Il faut de plus faire oublier la tourmente des années 1920 causée par les affaires de mœurs, voire criminelles, auxquelles ont été liées des vedettes-maison comme Fatty Arbuckle, Mary Miles Minter ou encore Wallace Reid.
Une recherche est donc lancée en Europe et le choix s'arrête sur une berlinoise de 28 ans remarquée par le réalisateur Joseph von Sternberg et dont le film vient de remporter un grand succès en Allemagne.

« Au mois d'avril 1929, un grand journal berlinois avait publié un article mettant en parallèle Marlene Dietrich et une actrice suédoise qui était déjà une star hollywoodienne. Dietrich avait été comparée à Garbo (peut-être pour la toute première fois) et il est plus que probable que la chose avait été portée à l'attention de la Paramount »

— Maria Riva

« L'Ange bleu permet à Marlene Dietrich une carrière internationale : la Paramount, qui voit en elle une vedette capable de concurrencer Greta Garbo, […] l'appelle à Hollywood »

— Vincent Pinel

« Il y a un fort curieux parallélisme entre les sujets des films de Garbo et ceux des films de Marlene. La MGM et la Paramount devaient sûrement ouvrir l'œil sur ce que faisait la star du voisin. Au Mata Hari de Garbo correspond le X 27 de Marlene. Shanghaï Express est un Grand Hôtel sur rails. Pour La Courtisane, il y a Blonde Vénus ; et pour La Reine Christine il y eut le projet de la Grande Catherine, intitulé The Scarlett Empress (l'Impératrice rouge, 1934). »

— Alexander Walker

« Pendant des décennies, on avait opposé ces deux grandes stars mythiques, à la beauté quasi abstraite, dont la voix grave, l'accent nordique et le froid détachement se répondent étrangement. Alimenté par la presse, cette rivalité était certainement voulue par les studios : la Metro Goldwyn Mayer avait « la  Divine » dans son écurie, la Paramount a donc décidé de répliquer en créant sa vedette, la nouvelle Garbo, ou plutôt l'anti-Garbo. Ce fut Mata Hari contre Agent X 27, L'Impératrice rouge contre La Reine Christine. »

— Louis Bozon

## Des origines communes

### Deux Européennes formées au théâtre
Les deux actrices sont européennes (suédoise pour Garbo, allemande pour Dietrich), de la même génération (Dietrich naît en 1901 et Garbo en 1905), mais d'origine sociale différente. Dietrich descend d'une riche famille militaire (son père est officier), et Garbo est d'extraction paysanne. Les deux enfants perdent leur père respectif au cours de leur jeunesse, Greta lorsqu'elle n'a que quatorze ans, et Maria-Magdalena (la future Marlene, contraction de ses deux prénoms) à sept ans seulement.
Toutes deux prennent des cours de théâtre, à l'Académie royale d'art dramatique de Suède - le Dramaten - pour Garbo, et auprès de l'école de théâtre berlinoise de Max Reinhardt pour Marlene.
Les deux comédiennes sont repérées et envoyées à Hollywood par deux metteurs en scène d'origine européenne, Mauritz Stiller pour Greta Garbo, et Josef von Sternberg pour Marlene Dietrich.

### Deux actrices «modelées» par les studios
|                                                          |  |  |
| Greta Garbo en 1924 en Suède, puis en 1939 à Hollywood . |  |  |

| |  |  |
| Marlene sur une photo de promotion de L'Ange bleu en 1929 en Allemagne, et l'année suivante, dans Morocco à Hollywood. |  |  |

Les deux jeunes femmes subissent à leur arrivée à Hollywood un remodelage physique.
Garbo arrive à Hollywood en 1925. Louis B. Mayer, qui la surnomme « la grosse vache nordique » et dit                    qu'« aux Etats-Unis, les hommes n'aiment guère les grosses femmes », lui fait suivre un régime amaigrissant et la fait relooker : cheveux coupés, lissés, front dégagé, sourcils réduits, regard mis en valeur avec de longs cils. Déjà en Suède, son découvreur, Mauritz Stiller, croyant en son potentiel, lui apprend à bien se tenir, à marcher, à parler et à s'habiller. Ce dernier change également dès 1924 son nom de Gustafsson pour Garbo, pseudonyme plus facile à retenir selon lui.
Dietrich, qui est déjà connue en Europe mais doit faire ses preuves aux États-Unis, arrive dans ce pays en avril 1930, et est prise en main par Josef von Sternberg et le service publicité du studio : « il fallait qu'elle perde quinze kilos, qu'elle prenne des leçons d'anglais ». « Sternberg confia les jambes de Marlène à une masseuse experte et la remit entre les mains d'un maquilleur de talent. Jour après jour, il vérifiait sa coiffure et sa façon de s'habiller. (...) Les anciens camarades de Marlène, à Berlin, ne l'auraient pas reconnue ; la Fräulein un peu potelée s'était muée en Marlène, une femme qui n'appartenait à aucun pays et à aucune époque » . Le Filmmuseum Berlin, qui possède la collection de la star, détient notamment des clichés datés d'avril 1930, du photographe allemand Irving Chidnoff, aux dos desquels Marlène a inscrit, à la fin de sa vie, « Is that me ? » (« est-ce moi ? »), illustrant le degré d'identification de l'actrice avec son image d'après 1930, et ayant presque perdu la capacité de reconnaître ses portraits antérieurs. De plus, d'après von Sternberg, Dietrich souhaitait changer son nom, car « selon elle, à moins de parler l'allemand, on ne peut pas le prononcer correctement. » Enfin, le débat que suscite la présence de Dietrich dans le film qui fit de Garbo une célébrité, La Rue sans joie, malgré l'existence de photographies, montre bien les transformations du visage de l'actrice et les problèmes que cela pose.

## Un passage assez laborieux au parlant
La concurrence voulue par les studios des deux stars va commencer dès 1930 à influer sur les productions cinématographiques des deux actrices.

### «Garbo parle!»

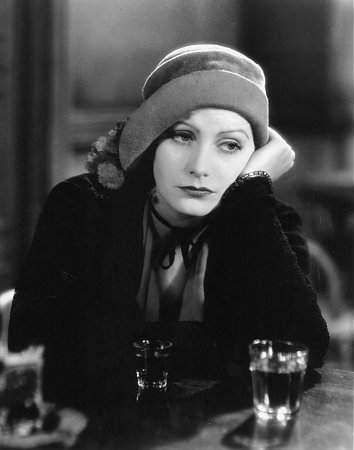
Scène extraite du film Anna Christie, dans laquelle on entend pour la première fois la voix de Garbo

Alors que le cinéma devient parlant en 1927 et que nombre de vedettes du grand écran voient leur carrière décliner, leur voix étant peu compatible avec les techniques d'enregistrement de l'époque, la MGM hésite à confier un rôle parlant à « La Divine », ayant déjà vu péricliter la carrière de son partenaire et amant, John Gilbert dont la voix est jugée « trop blanche ». De plus, la maîtrise plutôt moyenne de l'anglais par l'actrice amène les producteurs à reculer l'échéance. Jacques Feyder, qui la dirige avec un certain bonheur  dans le dernier film muet de la MGM, Le Baiser en 1929, raconte : « J'ai donc travaillé dans le muet, alors que tous les autres, autour de moi, s'essayaient déjà au dialogue, au bruit, à la musique ».
Pour exploiter au maximum sa star sans mettre en péril sa carrière, Louis B. Mayer à même d'idée de faire jouer à Garbo une grand figure historique, en la faisant doubler vocalement par une autre actrice. Face au cinéma parlant, l'actrice elle-même est plutôt réticente au départ : « Les films parlants ? Je les haïssais au début de leur apparition. Ils n'étaient que grincements et craquements. Ils n'appartenaient ni au théâtre, ni au cinéma. Ce n'étaient que de monstrueux cauchemars. Je pensais, à part moi, qui si j'avais à paraître dans des choses de ce genre, il vaudrait mieux que je rentre chez moi, en Suède, pour y rester définitivement ».
Finalement, à la fin de l'année 1929, des essais sonores sont effectués avec « le Sphinx suédois », qui s'avèrent concluants. Elle enregistre alors une version anglaise et une version allemande du film Anna Christie, pour pouvoir faire face à la concurrence qui se prépare en Allemagne... Le rôle d'Anna Christie est volontairement choisi par Mayer pour Garbo, car elle est d'origine suédoise, comme son interprète. Le premier dialogue de la star, intervenant après quelque seize minutes de film, envoûte les spectateurs. Le critique Richard Watts Jr écrit alors : « Sa voix se révèle être un contralto profond, guttural, voilé et possède au plus haut point ce charme prodigieux qui fait de cette Suédoise distante la première actrice de l'écran. »

### Marlène répète quarante-huit fois le même mot!

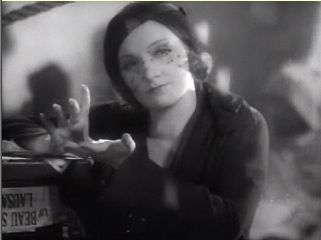
Scène d'ouverture de Morocco, premier film américain de Dietrich.

Alors que la MGM prépare sa star à faire face à « la nouvelle Garbo », Dietrich enregistre deux versions de L'Ange bleu, une en allemand, et l'autre en anglais, comme cela se faisait pour les premiers films parlants, avant que ne débute la technique du doublage. À la demande de Sternberg, elle prend une voix haut perchée, faisant de son personnage de Lola-Lola, selon ses propres mots « Une vraie morue de Lubeck ! » Dans ses mémoires, Sternberg se rappelle des difficultés de Dietrich dans le tournage de la version anglaise de ce classique, ce que confirme le biographie Charles Higham : « Le tournage de la version anglaise se révéla une expérience particulièrement éprouvante pour Marlene. […] La chanson Falling in Love Again lui posait un problème. […] Elle butait contre le mot « moths » (« papillons de nuits ») et prononçait « moss » (« mousse »). En deux jours de tournage, Sternberg lui fit répéter la phrase deux-cent-trente-cinq fois ! »
Néanmoins, les producteurs de la Paramount veulent que Dietrich fassent ses preuves dans un film américain, avant de sortir L'Ange bleu aux États-Unis. Un concours de circonstances fait que Josef von Sternberg, en rentrant à Hollywood, trouve dans ses affaires un roman de Benno Vigny intitulé Amy Jolly et traitant de la Légion étrangère. Il va alors s'en inspirer pour rédiger le synopsis de ce qui deviendra Morocco en 1930. Dans ses mémoires, il consacre sept pages au tournage de Morocco, dont une bonne partie à la première scène que l'actrice dû reprendre une quarantaine de fois. Il s'agissait simplement pour elle de dire « I don't need your help » (« je n'ai pas besoin de votre aide »), mais son accent allemand était jugé trop agressif par l'ingénieur du son. Sternberg mentionne également les précautions qu'il avait dû prendre, pour les mêmes raisons, à l'arrivée de Dietrich aux États-Unis pour la soustraire au maximum à la presse, afin de ne pas attirer l'attention sur son accent et sa mauvaise compréhension de l'anglais.

## Une stratégie publicitaire parallèle avant tout
« La rivalité entre studios était réelle, impitoyable et justifiée. Leur prestige et leur puissance financière dépendait entièrement du talent des artistes qu'ils parvenaient à s'attacher. Le groupe Metro ayant acheté Garbo, tous les autres grands studios étaient à la recherche d'une créature comparable : sublime, mystérieuse, exotique, pourvue du raffinement européen, d'un accent ravageur et, si possible, de pommettes hautes et de paupières bombées... afin de rivaliser avec la puissante MGM. Il est possible que les chaleureuses recommandations de von Sternberg, les jambes merveilleuses et les portes-jarretelles de L'Ange bleu aient moins contribué à la décision de la Paramount que l'extraordinaire ressemblance avec Greta Garbo. Cet impératif de dominer la concurrence allait transformer un talent honnête et savoureux en une énigme baptisée « Marlene Dietrich ». La question de savoir ce qu'elle aurait pu devenir si son talent brut avait pu se développer dans le sens de sa superbe performance de L'Ange bleu reste ouverte. »

— Maria Riva
D'après les lettres de Dietrich à son mari datées de sa première année aux États-Unis en 1930, elle est présentée par le studio comme « la découverte du siècle » « la nouveauté allemande », ou encore « la Garbo de la Paramount ». Néanmoins, « la Paramount attendit pour sortir l'Ange bleu que leur acquisition étrangère ait été acclamée dans un film entièrement américain, et établie en tant que rivale de Garbo. »

## Des similitudes de rôles

### L'espionne
— Maria Riva

« Les espionnes sont toujours à la mode - Marlene Dietrich vient d'être quelques mois plus tôt l'héroïne de Dishonored (X 27) de Josef von Sternberg - et Greta Garbo interprète, comme dans The Mysterious Lady, le rôle d'une de ces voluptueuses tentatrices prêtes à dérober un secret d'Etat entre deux baisers. Mais cette fois-ci, elle personnifie la plus célèbre d'entre elles, Mata Hari en personne. »

— Patrick Brion
Les deux studios misant un maximum sur l'exotisme et le mystère, le choix d'une espionne étrangère pendant la Première Guerre mondiale fut retenue par von Sternberg, et incita la MGM à produire un Mata Hari pour Garbo.

### La monarque
La Reine Christine de Rouben Mamoulian est l'antithèse de la conception historique de Sternberg dans L'Impératrice rouge. Autant ce dernier crée par une surcharge décorative un espace imaginaire, autant Mamoulian essaie de crédibiliser sa reconstitution. Les deux films échappent à leur façon au standard hollywoodien. Le décor du film de Mamoulian est imposant, mais presque vidé par une mise en scène aiguë qui en souligne la géométrie froide. La lumière très tranchée donne un modelé très dur aux visages, accentuant le côté « janséniste » du film. Celui de Garbo, si charnel dans ses premiers films, devient un masque androgyne, beau et terrible, dont l'ambiguïté est merveilleusement exploitée dans la scène où, déguisée en jeune homme, elle séduit John Gilbert. Même quand il découvre son identité, le trouble de leur relation persiste comme un parfum.

### Un rôle échangé
En 1933, « David O. Selznick tente de monter à la M.G.M. The Garden of Allah dont le scénario est écrit par Sidney Howard. Il espère réunir Greta Garbo et Herbert Marshall. Le projet aboutira trois ans plus tard, mis en scène par Richard Boleslawski, avec Marlene Dietrich et Charles Boyer, Selznick étant devenu entre-temps son propre producteur. »

## Homosexualité
D'après les informations des différents biographes des deux stars, elles étaient toutes les deux bisexuelles, ayant eu comme amante commune l'écrivain Mercedes De Acosta. De plus, l'androgynie des deux actrices est mise en avant de nombre de leurs films.
Josef von Sterberg, dans Morocco en 1930, demande à Marlene, habillée d'un frac, d'embrasser sur la bouche une spectatrice de son spectacle de cabaret. Le code Hays n'étant pas encore en place, on peut comprendre que la scène ne soit pas censurée. En 1932, le réalisateur renouvelle l'illustration de l'ambiguïté sexuelle de Dietrich, dans le film Blonde Vénus, en lui faisant poser la main sur les fesses d'une danseuse qui passait en dansant, geste non censuré mais qui avait choqué.
Rouben Mamoulian, qui tourne le film La Reine Christine avec Greta Garbo en 1933, vient de réaliser avec Dietrich Le Cantique des cantiques. Le producteur Irving Thalberg demande même à la scénariste Salka Viertel de ne pas gommer les relations saphiques entre la reine et sa domestique Ebba Sparre. « Vêtue en homme, Christine embrasse à pleine bouche sa suivante Ebba, révélant ainsi d'un coup la bisexualité de la reine. »

## Les «poisons du box-office»
Le 30 mai 1937, Harry Brandt, président de l'association des propriétaires de salles de cinéma (Independent Theater Owners of America), fait paraître dans la presse spécialisée une tribune qualifiant de « poison du box-office » (« Box Office Poison ») un certain nombre de vedettes parmi lesquelles Garbo, Dietrich, Joan Crawford, Katharine Hepburn ou Bette Davis,.
Garbo et Dietrich ne tourneront plus jusqu'à la fin de l'année 1939 où elles renouent avec le succès, toutes les deux dans une comédie – Ninotchka pour Garbo et Femme ou Démon pour Marlene – mais au prix d'une baisse importante de leurs cachets : 125 000 dollars pour Garbo (contre 250 000 pour ses deux films précédents, Le Roman de Marguerite Gautier en 1936 et Marie Walewska en 1937, films d'autant plus coûteux qu'ils sont aussi en costumes) et 75 000 dollars pour Dietrich (contre 450 000 pour Le Chevalier sans armure en 1937).

## La rupture de la guerre
Avec la Seconde Guerre mondiale, les deux vedettes vont prendre des chemins de vie diamétralement opposés, mais en se révélant finalement toutes les deux prisonnières de leur image.
En 1941, après l'injuste insuccès de La Femme aux deux visages, Greta Garbo ne tourne plus de films, même si des projets importants sont mis en chantiers au cours de toute la décennie et que rien ne prouve que « la Divine » ait décidé d'arrêter sa carrière. (Elle reste sous contrat avec la MGM jusqu'en 1942, qui lui propose The Girl from Leningrad, qu'elle refusa cette même année). C'est après le tournage avorté de La Duchesse de Langeais en 1949 à Rome, qu'elle refusa systématiquement tout projet cinématographique. Elle se retire alors de la vie publique.
De son côté, Marlene Dietrich poursuit sa carrière en continuant à tourner des films, et s'engage en 1942 dans l'effort de guerre en participant à la Hollywood Canteen. « Toutes les stars, hommes et femmes, qui ont su jeter un pont entre l'illusion et la réalité ont gagné ce privilège de remplacer l'admiration distante par une réelle affection. Garbo n'a jamais participé à la Cantine. C'est dommage, elle aurait pu s'épargner l'oubli. Une fois de plus, l'extraordinaire intuition de Dietrich lui fit pointer sa girouette dans la direction qui allait prolonger sa gloire d'une bonne trentaine d'années ».

## Une fin de vie assez semblable
« Les deux stars ont […] un point commun évident : un acharnement à défendre leur vie privée, qui, dans un cas comme dans l'autre, les a menées à une forme de réclusion. »

— Louis Bozon

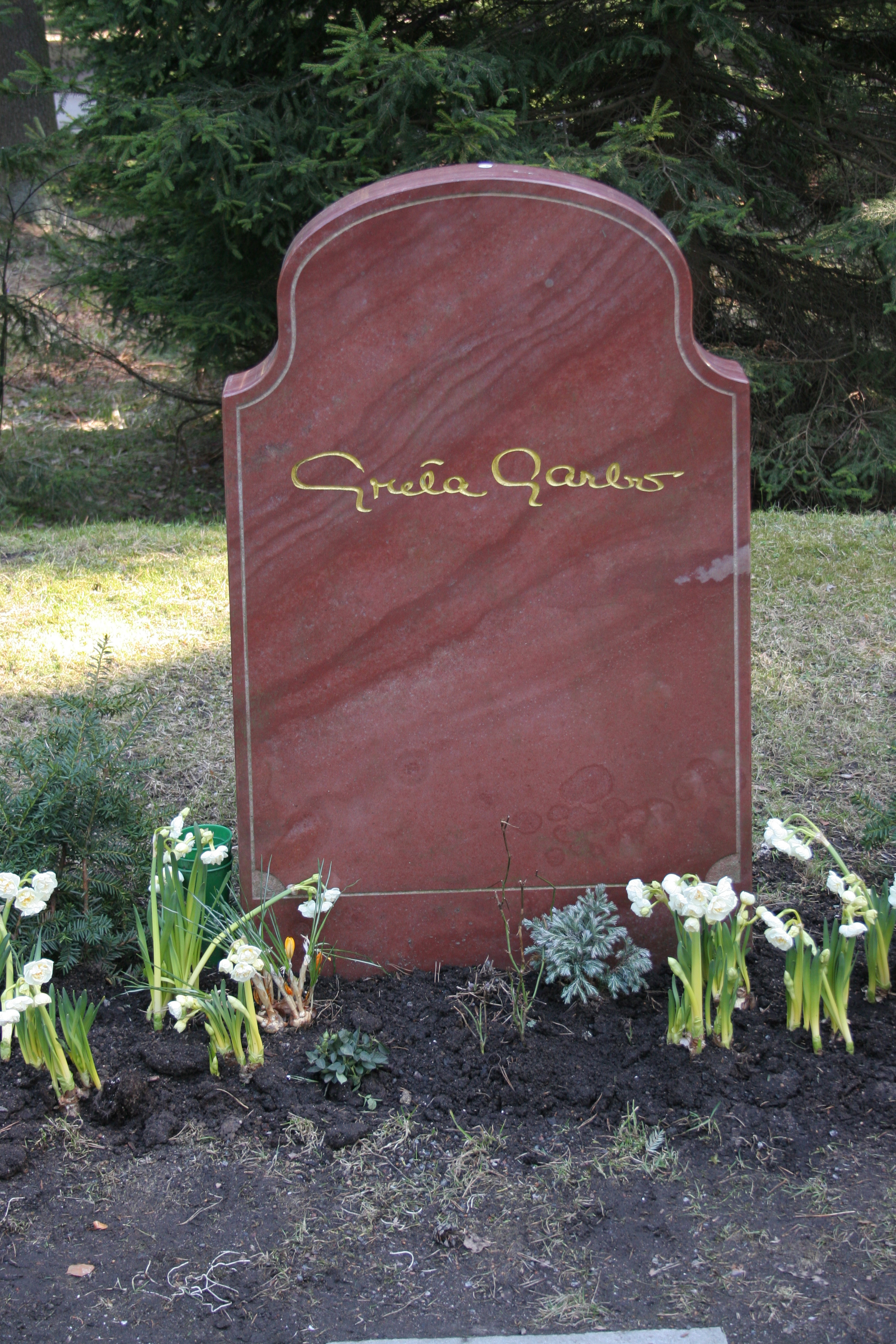
Tombe de Greta Garbo à Stockholm.

Greta Garbo aurait dit un jour, pour justifier son retrait du cinéma : « Je décidai de ne jamais revenir devant la caméra. Je savais que mes films avaient créé ma propre légende. Désormais, il m’appartenait de défendre cette légende. Je me suis juré de ne jamais offrir au public une seule ride sur mon visage. »
Pour la même raison, Marlene Dietrich décida de se retirer du monde après les deux jours de tournage du film C'est mon gigolo en 1978. Aux dires de sa fille, elle vivait dans l'angoisse perpétuelle d'être prise en photo âgée comme cela était arrivé à Garbo : « Tu as vu cette affreuse photo de Garbo dans le journal ? Les salauds… Ils ont réussi à la coincer. […] N'oublie pas que tu m'as juré que tu ne les laisserais jamais m'emmener à l'hôpital […] Tu t'en souviens ? Tu as juré sur la tête de tes enfants ! »
Après leur mort et bien qu'elles aient pourtant opté pour la nationalité américaine, chacune choisit de se faire inhumer dans son pays d'origine. Garbo se fit incinérer et repose désormais en Suède, au cimetière boisé à Stockholm. Marlene est enterrée dans le petit cimetière de Friedenau, Stubenrauchstraße à Berlin, dans l'arrondissement de Schöneberg. Les deux stèles indiquent le nom de scène des deux actrices, et non leur véritable patronyme.

## Citations
« Les films de Garbo, et les miens, appartiennent au patrimoine cinématographique. »

— Marlene Dietrich

« Greta Garbo est morte. Toutes mes félicitations. »

— Charles Trenet dans un télégramme envoyé à Marlene Dietrich le 15 avril 1990, jour de la mort de Garbo.

« Marlene Dietrich et Greta Garbo ont un curieux rapport aux enfants dans leurs films : elles ont une façon d'être mère qui encourage la virilité latente des bambins qu'elles cajolent, baignent et habillent. Les acteurs-enfants sont ainsi pourvu d'une sexualité involontaire mais précoce. »

— Alexander Walker

« Je viens de revoir cinq films de Garbo. Elle n'est qu'une immense sauterelle, aux bras et aux jambes mal vissés sur un corps en fil de fer. »

— Alain Bosquet

« Marlene Dietrich, c'est une sphinge, Greta Garbo, elle, compte son linge. »

— Jean Cocteau

## Garbo et Dietrich dans la fiction
En 2014, la société de production Annapurna Pictures réfléchit à une mini-série sur l'Hollywood des années 1930, centrée sur Greta Garbo et Marlene Dietrich, et écrite par deux anciennes scénaristes de The L Word.

### Vidéographie
- Greta Garbo and Marlene Dietrich ; documentaire de la série Hollywood Rivals, 2001.
- Marlene Dietrich et Greta Garbo : L'Ange et la Divine, documentaire de la série Duels sur France 5, 19 février 2015.